# Hereditaire motorische en sensorische neuropathieën
Hereditaire motorische en sensorische neuropathieën meestal kortweg HMSN genoemd, is de Nederlandse benaming voor een chronische vorm van erfelijke polyneuropathieën (poly = meervoudig). Hierbij staat hereditair voor erfelijk; motorisch voor het bewegingsapparaat betreffende; sensorisch, wat betreft het gevoel (tastzin) en neuropathieën voor zenuwaandoeningen. Buiten Nederland is de gebruikelijke naam voor deze aandoening Charcot-Marie-Tooth (CMT). HMSN is onderverdeeld in een aantal typen: te weten: I, II en III en daarvan wordt type I weer gesplitst in Ia en Ib. Synoniem voor type III is de naam (syndroom van) Déjerine Sottas. De typeaanduidingen IV t/m VII zijn in onbruik geraakt door nieuwe onderzoeksmethoden en de daardoor verworven kennis. Deze krijgen daardoor een eigen naam, zoals type IV nu ziekte van Refsum wordt genoemd.
De ziekte HMSN is langzaam progressief en tot op heden nog niet te genezen al wordt daar wel onderzoek naar gedaan.
De ernst van de aandoening varieert van persoon tot persoon en hangt mede af van het type. Andere erfelijke neuropathieën zijn erfelijke drukneuropathieën (HNPP) en hereditaire neuralgische amyotrofie (HNA).

## Diagnose
Bij HMSN type Ia, Ib en III zijn de zenuwbanen ernstig vertraagd. Bij type II is dit minder sterk het geval. Bij type III (ook wel genoemd Déjerine Sottas) zijn de verschijnselen veel erger en die beginnen meestal reeds bij jonge kinderen.
Een neuroloog kan met behulp van een elektromyografie (EMG) vaststellen om welk type het gaat. Of het een erfelijke ziekte betreft kan alleen worden vastgesteld door meerdere personen uit een familie (grootouder-ouder-kind) te onderzoeken. Ook kan deze erfelijke aandoening tegenwoordig worden vastgesteld door middel van DNA-onderzoek, sinds in de negentiger jaren na jaren van onderzoek, stapje voor stapje ontdekt is op welk chromosoom de fout zich bevindt. Bij HMSN type 1A (de autosomale dominante vorm) bevindt de DNA duplicatie zich op chromosoom 17 (exacte plaats door deskundigen aangeduid met: 17p12).

## Verschijnselen
De ledematen die het verst van het ruggenmerg afliggen worden het eerst aangedaan (voeten en handen). Die ziekte valt onder de spierziekten, hoewel eigenlijk de spieren zelf niet zijn aangedaan, maar de zenuwbanen die de spieren aan moeten sturen, waardoor er toch motorische en gevoelsproblemen zijn en de spieren niet meer goed functioneren.
Eerste verschijnselen van de ziekte kunnen zich al voordoen vanaf de geboorte tot soms pas op 65 tot 70-jarige leeftijd. Type III begint meestal op vroege leeftijd en verergert sneller dan type I en II.
De klachten kunnen variëren van klompvoeten, hamertenen, klauwhanden tot spierzwakte in onderbenen en -armen waar verder weinig aan is te zien. Ten opzichte van gezonde mensen kan de spierkracht wel tot 50% minder zijn en kan doorgaan tot bijna nihil. Doordat de voetheffers vaak zijn aangedaan en niet goed functioneren komt bij deze aandoening een klapvoet regelmatig voor. De meeste personen met HMSN zijn daardoor veel sneller vermoeid omdat ze bij alles wat ze doen, snel hun reserves moeten aanspreken. Daardoor worden ze ook vrijwel dagelijks geconfronteerd met spierkramp. Ook kan de huid op verschillende plekken gevoelloos zijn of juist overgevoelig bij aanraking (gevoel van een elektrische schok).
Ook nachtblindheid, doofheid, oorsuizen en evenwichtstoornis komen relatief vaak voor bij mensen met HMSN, alleen is het nog niet wetenschappelijk bewezen, dat dit bij de symptomen hoort of dat er nog een andere ziekte meespeelt, bijvoorbeeld de ziekte van Menière.

## Blessures
Mensen die lijden aan HMSN moeten goed opletten hoe en waar ze lopen en struikelen ook vaker. Als ze daardoor een blessure oplopen bijvoorbeeld aan knie- of enkelbanden of een been of middenvoetsbeentjes breken, is het soms beter om alleen zwaar in te tapen en eventueel spalken, dan in het gips te doen. Door gipsen zouden de spieren nog sneller achteruitgaan, vanwege de totale inactiviteit en daardoor duurt de revalidatie veel langer. Bovendien kan een operatieve ingreep onder narcose het verloop van de ziekte ongunstig beïnvloeden. Daarom moeten polyneuropathie-patiënten, indien zij toch onder narcose moeten, altijd aan de anesthesist melden welke aandoening zij hebben. Er kunnen dan tijdig maatregelen worden genomen.

## Revalidatie
Na de diagnose kan de patiënt door de neuroloog worden doorverwezen naar een revalidatiearts, die de patiënt regelmatig ziet en met behulp van diverse testjes kan kijken of de patiënt achteruit gaat en hoe snel het verloop hiervan is.
Indien er wat hulp nodig is bij algemene dagelijkse levensverrichtingen kan deze de patiënt weer doorverwijzen naar een ergotherapeut. Ook kan de revalidatiearts adviseren contact op te nemen met een belangenvereniging of een patiëntenorganisatie.

## Zwanger en HMSN
Een patiënt met HMSN mag zwanger worden. Het wordt aangeraden de controles uit te laten voeren in de tweede lijn, een verloskundige in het ziekenhuis. Mensen met HMSN kunnen een opleving krijgen tijdens de zwangerschap. Door de aanmaak van hormonen kunnen klachten verminderen.
Wel moet er rekening gehouden worden met chronische vermoeidheid tijdens de draagperiode.
Pijnbestrijding tijdens de bevalling is een problematisch punt. Een ruggenprik wordt ten strengste afgeraden door anesthesiologen van diverse ziekenhuizen. Het inspuiten van vloeistoffen naast de zenuwbanen in de ruggenmerg kan leiden tot uitval van aangetaste zenuwen. In 2011 zijn wereldwijd 9 geslaagde ruggenprikken uitgevoerd. Aantallen over het misgaan van deze vorm van verdoving zijn niet bekend. Als alternatieve pijnbestrijding wordt in Nederland Remifentanil toegediend via infuus en een pomp. Dit medicijn wordt normaliter toegediend bij een ontsluiting van minimaal 6 centimeter, bij HMSN patiënten kan dit al toegediend worden bij 4 centimeter ontsluiting. Wel dient men er rekening mee te houden dat dit verdovingsmiddel niet langdurig ingezet kan worden.

## Hoe nu verder
Een groot aantal patiënten weet zich goed te redden, eventueel met kleinere aanpassingen, zoals orthopedisch schoeisel en wat persoonlijke hulpmiddelen, bijvoorbeeld een trippelstoel en een rollator. Ongeveer 10% van hen belandt uiteindelijk in een rolstoel.

## Geneesmiddelen
Er is (nog) geen geneesmiddel tegen, wel kunnen er bepaalde middelen worden voorgeschreven om de spierkrampen te verminderen, zoals Inhibin, Rivotril, Carbamazepine, Fenytoïnenatrium en Mexitil. De meeste middelen kunnen het best door een neuroloog worden voorgeschreven. 

Met kinesiotaping worden soms ook goede resultaten behaald bij spierkramp of spierpijn.

Een flinke dosis magnesium (200 mg) dagelijks zou een gunstige werking tegen de spierkrampen kunnen hebben. Bepaalde genotmiddelen, waaronder alcohol, chocolade en vetten, kunnen de krampen juist weer verergeren.

Sommige geneesmiddelen, voorgeschreven voor andere aandoeningen, zouden de verschijnselen van HMSN kunnen doen toenemen. De lijst is te raadplegen via een CMT MedicalAlert-site.

## Toekomstperspectief
De hoop is dat in de toekomst misschien door stamceltherapie een genezingsproces in gang kan worden gezet, maar tot die tijd moet er nog veel onderzoek verricht worden.